# Dichromodes linda
Dichromodes linda là một loài bướm đêm trong họ Geometridae.